# 東方力丸
東方力丸（とうほう りきまる、1974年3月3日 - ）は、日本の路上パフォーマーで、俳優、声優としても活躍している。鹿児島県鹿児島市生まれ、神奈川県茅ヶ崎市育ち。
「漫読家」（まんどくか）を名乗り、漫画を朗読するパフォーマンスをし、生計を立てている。この名称は東京MXテレビの取材を受けた際に命名された。
2020年現在、路上パフォーマンスは行っておらず、事実上引退状態である。

## 略歴・人物
学生時代はいじめを受けていた。高校卒業後はアルバイトとして就職するも1年ほどで退職し、その後引きこもりになるが、それも1年ほどで抜け出している。本人はいじめの影響で性格が内向的になったと述懐している。
その後は、声優や俳優を志望するも、養成所へ通うなどの具体的なアクションは起こさずに、再びアルバイト生活を送る。そんな中、元々漫画やアニメが好きだったことから、前述の路上パフォーマンスを思いつき、2001年頃から「漫読家」として活動し始める。これらの活動が徐々に口コミなどで広まり、フジテレビ系列のドキュメンタリー番組『ザ・ノンフィクション』をはじめテレビ番組の取材を受けるようになる。現在では、在京キー局の人気番組にも度々出演したり、各種イベントに招かれる機会も増えている。また、伊藤博樹らその他のアキバ系パフォーマーにも影響を与えている。
漫画の蛭子能収からは自作の漫画を読む許可を得ている。

## エピソード・備考
当初は「漫読家」として生計を立てられず、眼鏡は壊れたものを無理矢理テープで補修し使い続けるほど困窮し、それをネタにもしていたが、現在は買い直した様子。また、毎月末になると家賃や光熱費の支払いが滞る事が多かった。その為、日雇いの解体工など、慣れない肉体労働に従事し、それらの収入を支払いに充てていた。勤務先では不良連中によくからかわれ、「漫読家」で生計を立てている旨を打ち明けると、「何やってんの?」などと不良どもに嘲笑されるほどであった。
パフォーマンス後は、必ず周辺の清掃を行ってから帰路につくようにしている。これは、彼の路上パフォーマンスが東京都の「ヘブンアーティスト」として公認されていない為、近隣からの苦情などによってパフォーマンスが出来なくなってしまうと死活問題になる事も理由だが、彼曰く、「いつも路上で漫画を読ませて貰っている事への感謝の気持ち」もあるとしている。
2006年4月放送の『ズバリ言うわよ!』（TBS）に、「ニート代表」（ニートの定義には当てはまらないはずだが）として出演したが、東方だけではなく、他の自称「ニート」に対して「この番組の出演者が、実際に“ニート”であったか疑問だ」といったやらせが視聴者から指摘されている。
2009年1月17日放送回のザ・イロモネアにて、超新塾のタイガー福田にモノマネされた事があった。

## 主な出演

### テレビ
- ナイナイプラス（日本テレビ）
- カートゥンKAT-TUN（日本テレビ、2008年10月15日）
- ガチンコ!（TBS）
- ズバリ言うわよ!（TBS）
- あらびき団（TBS、2007年10月10日）
- ザ・ノンフィクション（フジテレビ）
- 100人目のバカ（フジテレビ）
- ニンゲンBOX〜プレミア!新種バカ図鑑〜（フジテレビ）
- 銭形金太郎（テレビ朝日）
- 笑いの金メダル（朝日放送・テレビ朝日系列）「投稿あなたもヒロシ」
- スーパーモーニング（テレビ朝日）
- 堂本剛の正直しんどい（テレビ朝日）
- アドレな!ガレッジ（テレビ朝日）
- たけしの誰でもピカソ（テレビ東京）
- ありえへん∞世界（テレビ東京）
- Tokyo Boy（MXテレビ）
- 溜池Now（GyaO）溜池会会員No.004
- 神宮前アパート203号室（MUSIC ON! TV）
- 夢が丘レジデンス（MUSIC ON! TV）火曜日コーナーレギュラー

ほか

### インターネットテレビ
- 下北沢のキリスト 東方力丸を探せ！ （WWSチャンネル、2011年） - 桃吐マキル第34回小学館新人コミック大賞入選作品『森繁ダイナミック』タイアップ企画[3]。

- クリスチャン・アマンプール:世界の恋愛＆セックス（Netflix、2018年）-1話 「東京」

### 映画
- 蟹工船（2009年、IMJエンタテインメント他） - 釜焚き係・大滝 役
- 白カラス（2008年）

### アニメ
- 地獄甲子園（2009年） - 外道監督、ゴリラ 2役

### DVD
- キングオブコメディ第5回単独ライブ「誤解」（2009年1月21日、ビクターエンタテインメント） - SIDE.Bの幕間映像の「キンコメの宣伝活動 IN 下北沢」に出演。下北沢の路上でキングオブコメディのネタである「風紀委員」を本人たちの前で朗読していた。

### CM
- GONZO制作
  - バジリスク 〜甲賀忍法帖〜
  - SPEED GRAPHER

### イベント
- アイケイコーポレーション バイク王上場記念パーティー
- 東京工芸大学 中野祭
- 東京デジタルハリウッド 学園祭
- 日本工学院 Pot Luck Party!
- SUMMER SONIC 06 SIDE SHOW MESSE
- コミックチャージ 創刊記念 完成披露試読会

ほか